# Pierwsza mowa przeciw Filipowi
Pierwsza mowa przeciw Filipowi stgr. κατὰ Φιλίππου Α – mowa polityczna napisana i wygłoszona przez Demostenesa w 351 roku p.n.e. Mówca przekonywał Ateńczyków do podjęcia działań zbrojnych przeciw Filipowi II.

## Tło
Od 357 roku, gdy Filip II Macedoński zajął ateńską kolonię Amfipolis, Ateny uważały Macedonię za swojego wroga. Większość przeprowadzonych przez Ateńczyków akcji przeciwko Filipowi kończyła się niepowodzeniem, co było skutkiem gorszej organizacji ateńskich sił zbrojnych. Do większego sukcesu doszło w 352 roku, kiedy to Ateńczycy powstrzymali przemarsz wojsk Macedońskich przez Termopile. Mimo pojedynczej porażki Filip odnosił jednak kolejne militarne sukcesy, tym razem w Tracji.
Demostenes wygłosił mowę przeciw Filipowi jako pierwszy z mówców na eklezji w 351 roku, co było jego debiutem w roli otwierającego obrady. W oracji dodawał otuchy współobywatelom, negował niezwyciężoność Filipa i przedstawił konkretny plan działania przeciwko Macedończykowi.
Mowa nie przekonała Ateńczyków do podjęcia konkretnych działań.

## Treść
Na wstępie mówca usprawiedliwia się, że porywa się do mówienia przed dojrzalszymi od niego wiekiem i doświadczeniem. Jako przyczynę tego podaje to, że przedmiot obrady nie jest nowym, a mowy, które dotąd słyszał nie zaspokoiły go wcale i nie doprowadziły do skutecznego działania.
W mowie można rozróżnić trzy części:
I. Nie należy tracić nadziei, chociaż sytuacja polis jest niepomyślna.
Zdaniem Demostenesa, nie brak sił, lecz gnuśność obywateli wprawiła ich w przykre położenie. W związku z tym podjęcie działania daje nadzieję na poprawę sytuacji (rozdział 2). Przywodzi przykład potężnych niegdyś Spartan, których siłę Ateńczycy pokonali odwaga i wytrwałością (3). Przykład Filipa naucza, że nie trzeba się lękać obcej przewagi; on bowiem nie uląkł się potęgi Aten, lecz mężnie wziął się do działania, i tak samo winni czynić Ateńczycy, nie opierając się na innych (4–7). Nie należy mieć przesadnego wyobrażenia o potędze Filipa; – potęga ta jest ludzką i wystawioną na zmienność losu, na zazdrość i nienawiść, zwłaszcza że nie umie się miarkować w szczęściu (8–9) Bezczynność Ateńczyków więcej się przyczyniła do wzrostu Filipa potęgi, niż własna jego siła. Demostenes zawstydza Ateńczyków, którzy w bezczynności nadstawiają uszu na nowiny, jak gdyby zapomnieli o tej prawdzie, że aby korzystać z pomyślnych nawet okoliczności, rozwinąć trzeba siłę i energią w działaniu (10–11). Przechodzi do drugiej części prosząc, by go do końca wysłuchali bez uprzedzenia (12).
II. Tylko wojna może ocalić polis. Demostenes wylicza ile potrzeba pieniędzy na uzbrojenie siły wojennej i wskazuje jakimi drogami można dojść do zwycięstwa.
Nie nagłe i pobieżne, ale systematyczne i trwałe przygotowanie się do wojny nam jest Atenom potrzebne (13–15). Mówi o liczbie trier i o wojsku (16). Dwa należy uzbroić wojska. Jedno ma być zawsze w pogotowiu do walki, czekać na rozkazy i udawać się w tę stronę, gdzie Filip rozpocznie zaczepne działanie (17–18). Drugie zaś ma ustawicznie prowadzić wojnę podjazdową i niepokoić państwo Filipa (19). Wojsko to ma być nie tylko na papierze, ale w rzeczywistości, ma pobierać żołd ze skarbu polis i słuchać jej rozkazów (20). Składać się zaś winno nie z samych tylko najemnych żołnierzy, ale przynajmniej w czwartej części z obywateli, a do tego jeszcze potrzeba i siły morskiej, jako że i Filip ją posiada (21–22). Przytacza powody, dla których tę, a nie większą liczbę wojska żąda, dlaczego chce, by obywatele osobiście brali udział w wojnie, dlaczego nie należy opierać się na najemnych żołnierzach (23–24). Gani i z lekka wyszydza obecny ateński zwyczaj wybierania strategów, którzy mają wyprawiać uroczyste, okazałe obchody i parady w mieście, a na wojnę wysyłają najemnych żołnierzy pod dowództwem cudzoziemca (25–27). Oblicza dokładnie koszta uzbrojenia i wydatki na okręty, wojsko piesze i jazdę (28–29). Wymienia korzyści wynikające z takiego uzbrojenia. Będzie mianowicie można wybrać stosowne miejsca i porty jako kwatery dla wojska, czy to w zimie czy w lecie. Dostarczając żołdu i wszystkiego co jest potrzebne dla wojska, można będzie uczynić stratega odpowiedzialnym za skutek wyprawy. Przeszkadzając Filipowi w najazdach, pozbawi się go znacznych dochodów, albowiem utrzymuje on swoje wojsko z łupu i rabunku (30–34).
III. Mówca stara się wzruszyć umysły i nakłonić Ateńczyków do działania odpowiedniego do sytuacji polis.
Przechodząc do trzeciej części pyta się: dlaczego igrzyska i uroczystości świąteczne odbywają się punktualnie i zawsze w wyznaczone dni? – Odpowiada: bo tam ustawą jest dokładnie określone, kto jest do czego zobowiązany i kiedy powinien swe obowiązki wypełnić. Co do uzbrojenia zaś i obowiązku służby wojskowej takiej ustawy nie ma, panuje w tej materii nieład i zamieszanie. Stosowna pora do działania minie, zanim obywatele zdołają uzbroić wojsko (35–37). Podsyca gniew Ateńczyków wskazując na wyniosłość Filipa i na lekceważenie, jakie im okazał. Każe czytać jego list (38). Wykazuje gnuśność Ateńczyków, którzy zamiast kierować wypadkami dają się im wyprzedzić, i porównuje ich do nieumiejętnych szermierzy (39–40). Za wielkie dobrodziejstwo bogów uznaje, że Filipowi nie przyszło na myśl poprzestać na tym, co zagarnął, lecz że pragnie podbić coraz więcej terytoriów. Ta nieustanna żądza zaboru może ocucić Ateńczyków (42–43). Żywo przedstawia skutki opieszałości Ateńczyków: nieprzyjaciele urągają im, sprzymierzeńcy truchleją przed wojskami ateńskimi, bo te z braku żołdu łupią ich kraje jak nieprzyjacielskie. W polis zaś stronnictwa spierają się z sobą, zamiast walczyć z nieprzyjacielem; wnoszą skargi na strategów, stawiają ich pod sąd, skazują na śmierć po dwa i trzy razy jak złoczyńców, i za każdym razem znowu ich uniewinniają. Karmią się różnymi nowinami i najpotworniejszymi plotkami, zajmują się odgadywaniem planów Filipa, zamiast kierować się rozsądkiem i szukać środków skutecznych obrony. W końcu wyraża otwarcie, że jeżeli teraz z dobrej woli nie stawią Filipowi oporu i nie przeniosą wojny na jego terytorium, w krótkim czasie będą musieli bronić się przed nim we własnym kraju (44–50). Kończy oświadczeniem, że jedynie z miłości ojczyzny wypowiedział swoje zdanie oparte na najsilniejszym przekonaniu, wyrażając życzenie, by jego rady odniosły pomyślny skutek dla polis (51).